# Amay
Amay ist eine belgische Gemeinde in der Region Wallonien.
Sie liegt in der Provinz Lüttich und hat 14.531 Einwohner (Stand 1. Januar 2024) und eine Fläche von 27,61 km². Der Ort im Tal der Maas (franz. Meuse) liegt auf einer Höhe zwischen 65 Metern (Pegel der Maas) und 245 Metern auf den südlichen Höhenzügen.
Lüttich liegt 20 Kilometer nordöstlich, Namur 35 Kilometer südwestlich und Brüssel 75 Kilometer nordwestlich.
Die nächste Autobahnanschlussstelle ist Villers-le-Bouillet an der belgischen Autobahn A15. Der Ort besitzt einen eigenen Regionalbahnhof an der Bahnlinie Namur-Lüttich.

## Gemeindegliederung
Folgende Orte gehören zur Gemeinde: Amay, Ampsin, Flône, Jehay und Ombret-Rawsa.

## Sarkophag der hl. Chrodoara
Ein Sarkophag der merowingischen Epoche, der leere Sarkophag der Chrodoara (auch: Oda), wurde im Chor der Stiftskirche Saint-Georges-et-Sainte-Ode in Amay gefunden und ist dort ausgestellt.

## Wasserschloss Jehay
Das Gebiet wurde bereits in der Mittelsteinzeit (zwischen 10.000 und 4.500 v. Chr.) bewohnt, wie die Reste eines Pfahlbaudorfes beweisen.
Der Herrensitz aus dem 16. Jahrhundert hat eine auffällige Fassade im Schachbrettmuster und einen großzügigen Park. Das Schloss beherbergt eine umfangreiche Sammlung zeitgenössischer Inneneinrichtung, Silber- und Goldschmiedearbeiten.

## In Amay geboren
- Zénobe Gramme (1826–1901), Konstrukteur und Erfinder, im Teilort Jehay-Bodegnée geboren
- Béatrice Libert (* 1952), Dichterin und Schriftstellerin